# Phil Kenzie
Phil Kenzie ist ein englischer Saxophonist.
Er stammt aus der Umgebung von Liverpool. Seine erste Band war The Pressmen, mit der er u. a. im Hamburger Starclub spielte. Nachdem er in die USA übersiedelte, spielte er mit The Eagles, Rod und Al Stewart und vielen anderen. 
Sein erstes eigenes Album ist Unsafe Sax.